# Crkva sv. Dominika u Šibeniku
Crkva sv. Dominika, zaštićeno kulturno dobro u Šibeniku.

## Opis dobra
Crkva sv. Dominika je jednobrodna građevina pseudogotičkog stila sagrađena početkom 20. st. na mjestu ranije crkvice iz 14/15. st., koja je bila u sklopu nekadašnjeg samostana sv. Dominika. Stradala je prilikom eksplozije barutane na tvrđavi sv. Mihovila. Crkva je nepravilno orijentirana, svetištem prema sjeveru. Ostaci renesansnih otvora vidljivi su na sjevernoj fasadi crkve. Glavni renesansni portal crkve s visokim reljefom Sv. Dominika premješten je na zapadnu fasadu. Crkva je građena od kamena. U crkvi se nalazi vrijedna zbirka baroknih slika, barokni drveni pozlaćeni oltari i orgulje s početka 19. stoljeća.

## Zaštita
Pod oznakom Z-2035 zavedena je kao nepokretno kulturno dobro - pojedinačno, pravna statusa zaštićena kulturnog dobra, klasificiranog kao sakralna graditeljska baština.